# Kasteel Zangerheide

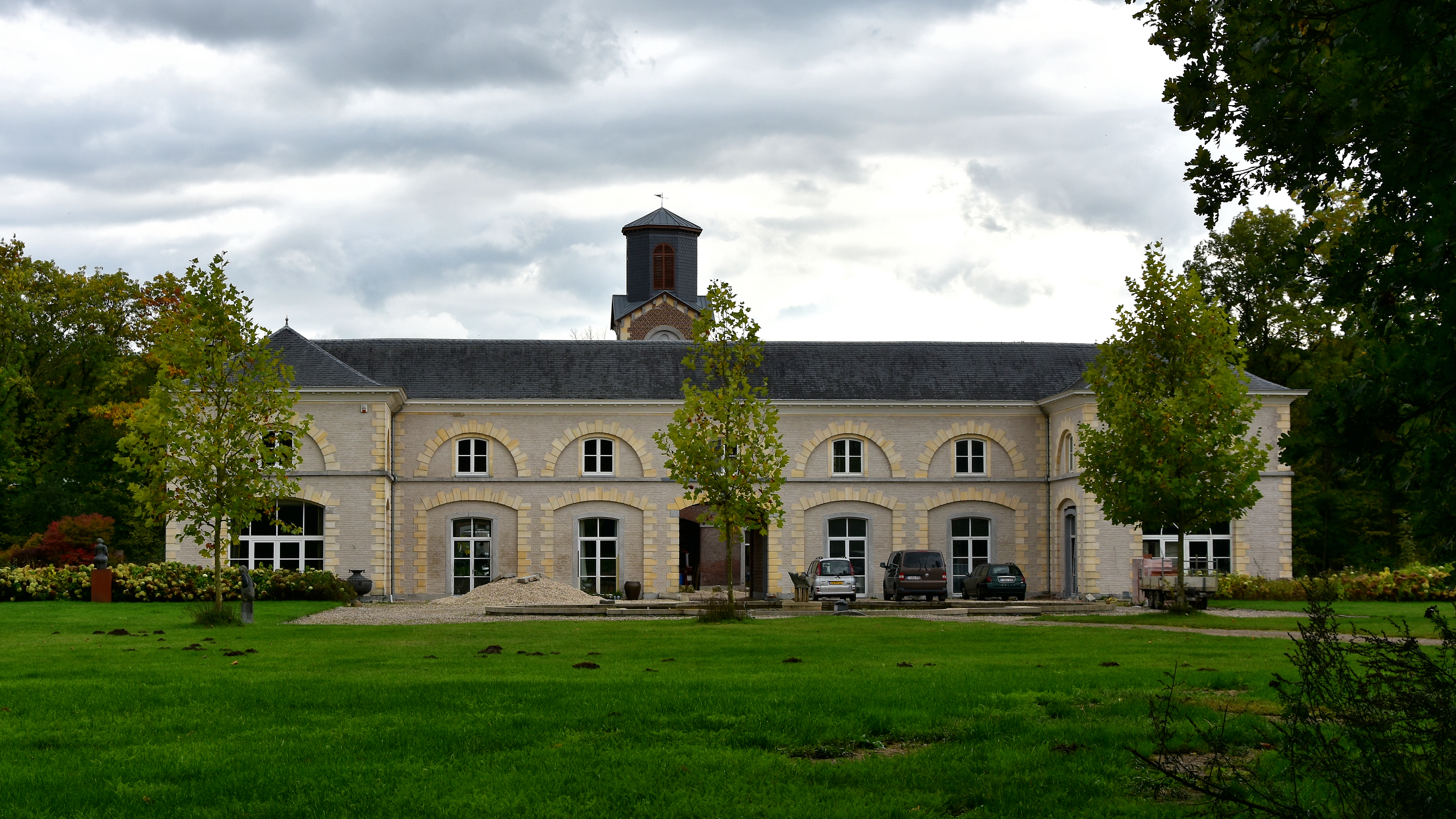
Kasteel Zangerheide in oktober 2020

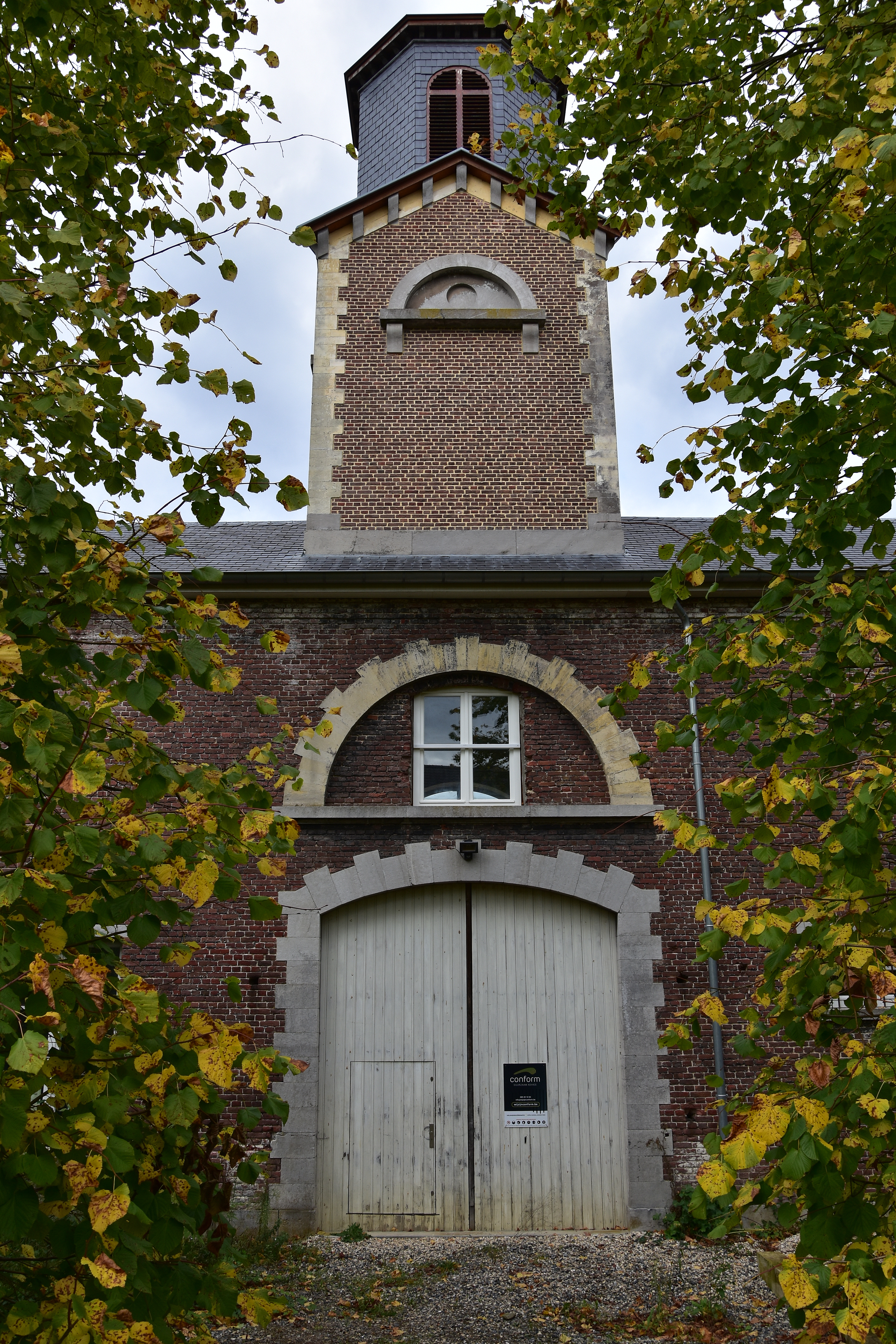
Kasteel Zangerhei met duiventoren en lantaarn bovenaan

Het Kasteel Zangerheide (ook Kasteel Zangerhei) was een kasteel te Eigenbilzen, gelegen aan Zangerheistraat 101. Een aantal gebouwen zijn hiervan overgebleven.
Oorspronkelijk lag hier het leengoed en de laathoeve Haenengoed, dat in 1434 in leen werd gegeven aan Aert Haen, die zoon was van Gielis van Elderen. In 1558 verkocht Michiel Haenen het goed aan Jasper van den Dijck, die zanger was in de Sint-Servaaskerk te Maastricht. Om deze reden veranderde de naam van het goed in Zangerije. In 1580 kwam het goed aan Willem de Heusch. In 1620 kreeg de familie De Heusch het hele dorp Eigenbilzen in bezit, samen met Gellik.
Het kasteel was een 15e-eeuwse versterking. In de 18e eeuw bouwde men op de fundamenten ervan een aanzienlijk waterkasteel. In de eerste helft van de 19e eeuw maakte dit plaats voor een neoclassicistisch gebouw met een neerhof, waarvan de dienstgebouwen feitelijk een vierkantshoeve vormden. Omstreeks 1850 werd een uitgestrekt park in Engelse landschapsstijl aangelegd. Dit grensde aan het park van het nabijgelegen Kasteel Groenendaal.
In 1955 werd ook dit kasteel afgebroken en het domein werd verkaveld. Alleen de uit de 19e eeuw stammende neerhof bleef bewaard. Merkwaardig is vooral de zuidvleugel, deze heeft een vierkante toren die als duiventoren dienstdoet, met daarboven nog een met leien bedekte lantaarn.
Van het park resten nog de omgrachting en de vijver.
Abdij van Hocht · Abdij van Sinnich · Alden Biesen · Bethaniakasteel · Burcht van Kolmont · Burcht van Bergkelder · Burcht van Loon · Commanderij van Gruitrode · Commanderij van Sint-Pieters-Voeren · De Fonteinhof · De Kapelhof · De Klee · De Termottenhof · Domein Luciebos · Rood Kasteel · Het Wit Kasteel · Hof de Méan · Kasteel Altenbroek · Kasteel Bellevue · Kasteel Borghoven · Kasteel Borgitter · Kasteel Brustem · Kasteel Carolinaberg · Kasteel d'Aspremont-Lynden · Kasteel Daalbroek · Kasteel de Borman · Kasteel de Brouckmans · Kasteel De Burg · Kasteel de Fauconval · Kasteel de Geuzentempel · Kasteel De Motte · Kasteel Den Dool · Kasteel de Pierpont · Kasteel De Schans · Kasteel Dessener · Kasteel van Duras · Kasteel Edelhof · Kasteel Engelhof · Kasteel Gasterbos · Kasteel Genenbroek · Kasteel Gingelom · Kasteel Grevenbroek · Kasteel Groenendaal (Waltwilder) · Kasteel Groot Peteren · Kasteel van Hamal · Kasteel van Henegauw · Kasteel Het Hamel · Kasteel Hoogveld · Kasteel Hulsberg · Kasteel Jonckholt · Kasteel Jongenbos · Kasteel Kaulille · Kasteel Keienheuvel · Kasteel Kewith · Kasteel Lagendal · Kasteel van Landwijk · Kasteel Leva · Kasteel Litzberg · Kasteel Magis · Kasteel Meeuwen-Gruitrode · Kasteel Meylandt · Kasteel Obbeek · Kasteel Ommerstein · Kasteel Peten · Kasteel Pietersheim · Kasteel Printhagen · Kasteel Quanonne · Kasteel Ridderborn · Kasteel Rodenpoel · Kasteel Rootsaert · Kasteel Rosmeulen · Kasteel Scherpenberg · Kasteel Sipernau · Kasteel Terhove · Kasteel Terkoest · Kasteel Terlaemen · Kasteel Ter Mottenhof · Kasteel Trockaert · Kasteel van 's Herenelderen · Kasteel van Betho · Kasteel van Binderveld · Kasteel van Blekkom · Kasteel van Bommershoven · Kasteel de Donnea · Kasteel van Gors · Kasteel van Halbeek · Kasteel van Hamont · Kasteel van Hasselbroek · Kasteel van Heers · Kasteel van Heks · Kasteel van Heurne · Kasteel van Hoepertingen · Kasteel van Kerkom · Kasteel van Kolmont · Kasteel van Loye · Kasteel van Melveren · Kasteel van Menten de Horne · Kasteel van Mombeek · Kasteel van Neerrepen · Kasteel van Nieuwenhoven · Kasteel van Nieuwerkerken · Kasteel van Nonnen-Mielen · Kasteel van Obsinnich · Kasteel van Opleeuw · Kasteel van Ordingen · Kasteel van Ottegraeven · Kasteel van Rijkel · Kasteel van Rooi · Kasteel van Rullingen · Kasteel van Schalkhoven · Kasteel van Sint-Pieters-Heurne · Kasteel van Stevoort · Kasteel van Terbiest · Kasteel van Teuven · Kasteel van Veulen · Kasteel van Wideux · Kasteel van Widooie · Kasteel van Wijer · Kasteel van Wimmertingen · Kasteel van Wurfeld · Kasteel Vilain XIIII · Kasteel Vogelsanck · Kasteel Zangerheide · Merodekasteel · Prinsenhof (Kuringen) · Rentmeesterij van Alden Biesen · Waterburcht (Millen) · Waterburcht van Meldert · Waterkasteel van Schoonbeek · Wijnkasteel Genoels-Elderen